# Pałac w Miroszowicach
Pałac w Miroszowicach –  zabytkowy pałac w Miroszowicach, wsi  w Polsce, w województwie dolnośląskim, w powiecie lubińskim, w gminie Lubin.
Pałac wybudowany pod koniec XIX w.